# St. Francis (Dakota del Sur)
St. Francis es un pueblo ubicado en el condado de Todd en el estado estadounidense de Dakota del Sur. En el Censo de 2010 tenía una población de 709 habitantes y una densidad poblacional de 756,21 personas por km².

## Geografía
St. Francis se encuentra ubicado en las coordenadas 43°8′33″N 100°54′10″O / 43.14250, -100.90278. Según la Oficina del Censo de los Estados Unidos, St. Francis tiene una superficie total de 0.94 km², de la cual 0.94 km² corresponden a tierra firme y (0%) 0 km² es agua.

## Demografía
Según el censo de 2010, había 709 personas residiendo en St. Francis. La densidad de población era de 756,21 hab./km². De los 709 habitantes, St. Francis estaba compuesto por el 5.08% blancos, el 0.42% eran afroamericanos, el 93.79% eran amerindios, el 0% eran asiáticos, el 0% eran isleños del Pacífico, el 0% eran de otras razas y el 0.71% pertenecían a dos o más razas. Del total de la población el 1.83% eran hispanos o latinos de cualquier raza.